# 亞當·阿什
亞當·阿什（英語：Adam Ashe；1993年7月24日—）是一位蘇格蘭橄欖球運動員。他是蘇格蘭國家橄欖球隊的一員，代表蘇格蘭參加了2015年橄欖球六國賽。